# Matt Cedeño
Matthew „Matt” Cedeño (ur. 14 listopada 1974 w Moses Lake w stanie Waszyngton) – kubańsko-amerykański aktor i model.

## Życiorys

### Wczesne lata
Urodził się jako młodszy syn Connie (z domu Tolson) i Rubena L. Cedeño. Jego matka była Irlandką pochodzenia angielskiego, a ojciec był Afro-Kubańczykiem. Ma starszego brata Raya i przyrodniego brata Scotta. Ukończył Highline Community College. Po kontuzji podczas meczu piłki nożnej w szkole średniej, postanowił spróbować swoich sił jako model.

### Kariera
Swoją karierę rozpoczął jako model we Włoszech, Hiszpanii i Stanach Zjednoczonych reklamując wyroby Versace. Wkrótce znalazł się na małym ekranie w jednym z odcinków serialu Warner Bros. Życie z Rogerem (Life with Roger, 1997) i sitcomie ABC Chłopiec poznaje świat (Boy Meets World, 1997). 
Na dużym ekranie wystąpił po raz pierwszy w komediodramacie Wielki powrót (The Suburbans, 1999) u boku Bridgette Wilson, Jennifer Love Hewitt, Roberta Loggia i Bena Stillera. Niedługo potem znalazł się w obsadzie dramatu 28 dni (28 Days, 2000) z Sandrą Bullock, Elizabeth Perkins, Viggo Mortensenem i Dominikiem West oraz dramatu sportowego Cena sławy (Price of Glory, 2000) jako młody bokser Arturo Ortega u boku Jimmy’ego Smitsa, Cliftona Collinsa Jr. i Louisa Mandylora.
W telewizyjnej komedii romantycznej Romantyczna panna młoda (Romancing the Bride, 2005) zagrał główną rolę Meksykanina Carlosa zakochanego w Amerykance (Laura Prepon). Pojawił się w serialu CBS CSI: Kryminalne zagadki Miami (CSI: Miami, 2005) z Davidem Caruso oraz sitcomie FOX Różowe lata siedemdziesiąte (That 70s Show, 2006). 
Kreacja Brandona Walkera w operze mydlanej NBC Dni naszego życia (Days of Our Lives, 1999-2007) przyniosła mu trzykrotnie nominację do nagrody ALMA Award (2000, 2001, 2002). W 2008 gościnnie wystąpił w serialu Gotowe na wszystko (Desperate Housewives) jako Umberto Rothwell, drugi były mąż Edie Britt. W 2013 był główną postacią pierwszego sezonu Pokojówkek z Beverly Hills jako Alejandro Rubio, piosenkarz muzyki latynoskiej.

### Życie prywatne
31 lipca 2009 poślubił Ericę Franco. Mają syna Jaxsona Cruza (ur. 7 sierpnia 2013).

## Filmografia
- 1997: Chłopiec poznaje świat (Boy Meets World) jako Sergio
- 2000: 28 dni (28 Days) jako Bob Ramirez
- 1999–2005: Dni naszego życia (Days of Our Lives) jako Brandon Walker
- 2005: CSI: Kryminalne zagadki Miami (CSI: Miami) jako Gary
- 2005: Pół na pół (Half & Half) jako Franco
- 2006: Różowe lata siedemdziesiąte (That '70s Show) jako Indian
- 2006: Domowy front (The War at Home) jako oficer policji
- 2007: U nas w Filadelfii (It's Always Sunny in Philadelphia) jako Rico
- 2008: Świry (Psych) jako Jorge Gama-Lobo
- 2009: Gotowe na wszystko (Desperate Housewives) jako Umberto Rothwell
- 2009: Mentalista (The Mentalist) jako Narcisco Rubrero
- 2011: Melissa i Joey (Melissa & Joey) jako Gustavo Carvallho
- 2012: Partnerzy (Common Law) jako Tango Phil
- 2013: Jeden gniewny Charlie (Anger Management) jako Gonzalo
- 2013–2014: Pokojówki z Beverly Hills (Devious Maids) jako Alejandro Rubio
- 2014: Dzidzitata (Baby Daddy) jako Javier
- 2015–2016: Z Nation jako Javier Vasquez
- od 2015: Power jako Cristobal
- 2016: The Originals jako Gaspar Cortez
- 2018: Krew, pot i... kłamstwa (Blood, Sweat, and Lies, TV) jako Adam